# Enrico Fruch
Enrico Fruch (Ludaria, 20 settembre 1873 – Udine, 6 dicembre 1932) è stato un poeta italiano.

## Biografia
Figlio di Giovanni Battista e Giovanna Puschiasis, passò l'infanzia a Premariacco (UD). Fu maestro elementare a Resia, Osoppo, Moggio e Udine, dove, nel dopoguerra, superati gli esami di ispettore, fu anche direttore della vecchia scuola di San Domenico.

## Opere
- Friuli, Udine 1899.
- Versi in vernacolo friulano, Tipografia D. Del Bianco, Udine 1906.
- Antigais, La Panarie, Udine 1926.